# Valier (Montana)
Pour les articles homonymes, voir Valier.
Valier est une municipalité américaine située dans le comté de Pondera au Montana. Selon le recensement de 2010, sa population est de 509 habitants. La municipalité s'étend alors sur une superficie de 0,92 milles carrés (2,38 km2).
En 1908, W. G. Cargill — originaire de La Crosse dans le Wisconsin — achète un ranch à la famille Conrad. L'année suivante, il fonde avec Peter Valier, ingénieur du chemin de fer également originaire de La Crosse, une ville nouvelle sur les rives du nouveau lac Frances (en).